# الطاقة في كوريا الشمالية

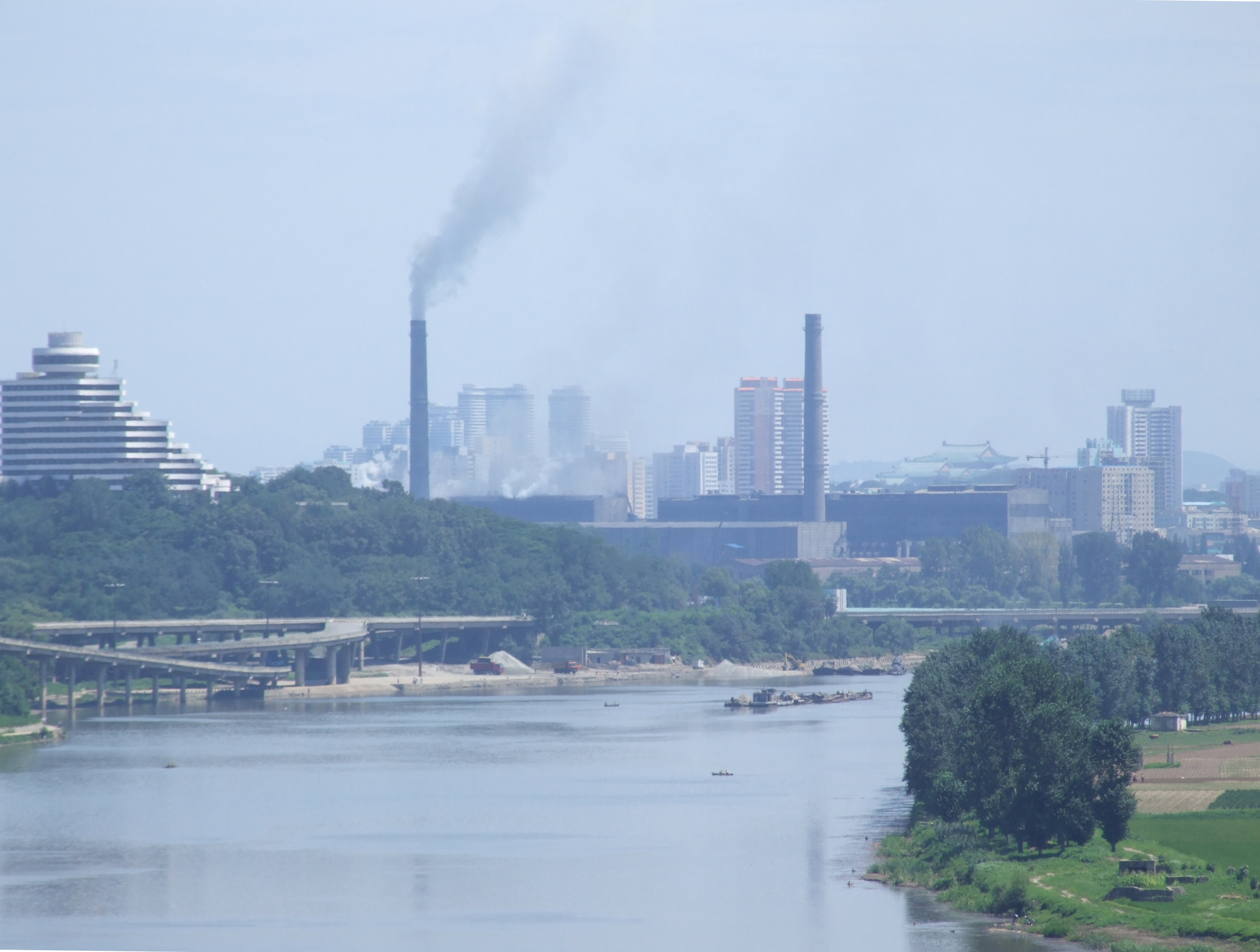
محطة الطاقة الحرارية في بيونغشون تولد الكهرباء لوسط بيونغ يانغ.

تمثل الطاقة في كوريا الشمالية إنتاج الطاقة والكهرباء واستهلاكها واستيرادها في كوريا الشمالية.
كوريا الشمالية هي مصدر صافي للطاقة. بلغ استخدام الطاقة الأولية في كوريا الشمالية 224 تيراوات ساعة و9 تيراواط ساعة لكل مليون شخص في عام 2009. المصادر الرئيسية للطاقة في البلاد هي الفحم والطاقة المائية بعد أن نفذ كيم جونغ إيل خططًا شهدت بناء محطات طاقة كهرومائية كبيرة في جميع أنحاء البلاد. 
وفقًا لكتاب حقائق العالم الصادر عن وكالة المخابرات المركزية لعام 2019، فإن 26٪ فقط من سكان كوريا الشمالية يحصلون على الكهرباء. إذ يتم تقييد الطاقة في العديد من المنازل لمدة ساعتين يوميًا نظرًا لإعطاء الأولوية للمصانع.

## نظرة عامة
| الطاقة في كوريا الشمالية | الطاقة في كوريا الشمالية | الطاقة في كوريا الشمالية | الطاقة في كوريا الشمالية | الطاقة في كوريا الشمالية | الطاقة في كوريا الشمالية | الطاقة في كوريا الشمالية  |
| | رأس المال                | الطاقة الأولية           | الإنتاج                  | المصدّر                   | الكهرباء                 | انبعاث ثاني أكسيد الكربون |
| | مليون                    | تيراوات ساعة             | تيراوات ساعة             | تيراوات ساعة             | تيراوات ساعة             | جبل                       |
| --- | ------------------------ | ------------------------ | ------------------------ | ------------------------ | ------------------------ | ------------------------- |
| 2004 | 22.38                    | 237                      | 223                      | -15                      | 18.50                    | 70.20                     |
| 2007 | 23.78                    | 214                      | 229                      | 15                       | 18.12                    | 62.32                     |
| 2008 | 23.86                    | 236                      | 242                      | 6                        | 19.54                    | 69.37                     |
| 2009 | 23.91                    | 224                      | 236                      | 12                       | 17.76                    | 66.20                     |
| 2012 | 24.45                    |                          |                          |                          | 18.21                    | 64.82                     |
| 2012R | 24.76                    | 164                      | 236                      | 72                       | 16.20                    | 45.42                     |
| 2013 | 24.90                    | 168                      | 280                      | 112                      | 16.44                    | 47.68                     |
| تغيير 2004-09 | 6.8٪                     | -5.4٪                    | 5.5٪                     | -                        | -4.0٪                    | -5.7٪                     |

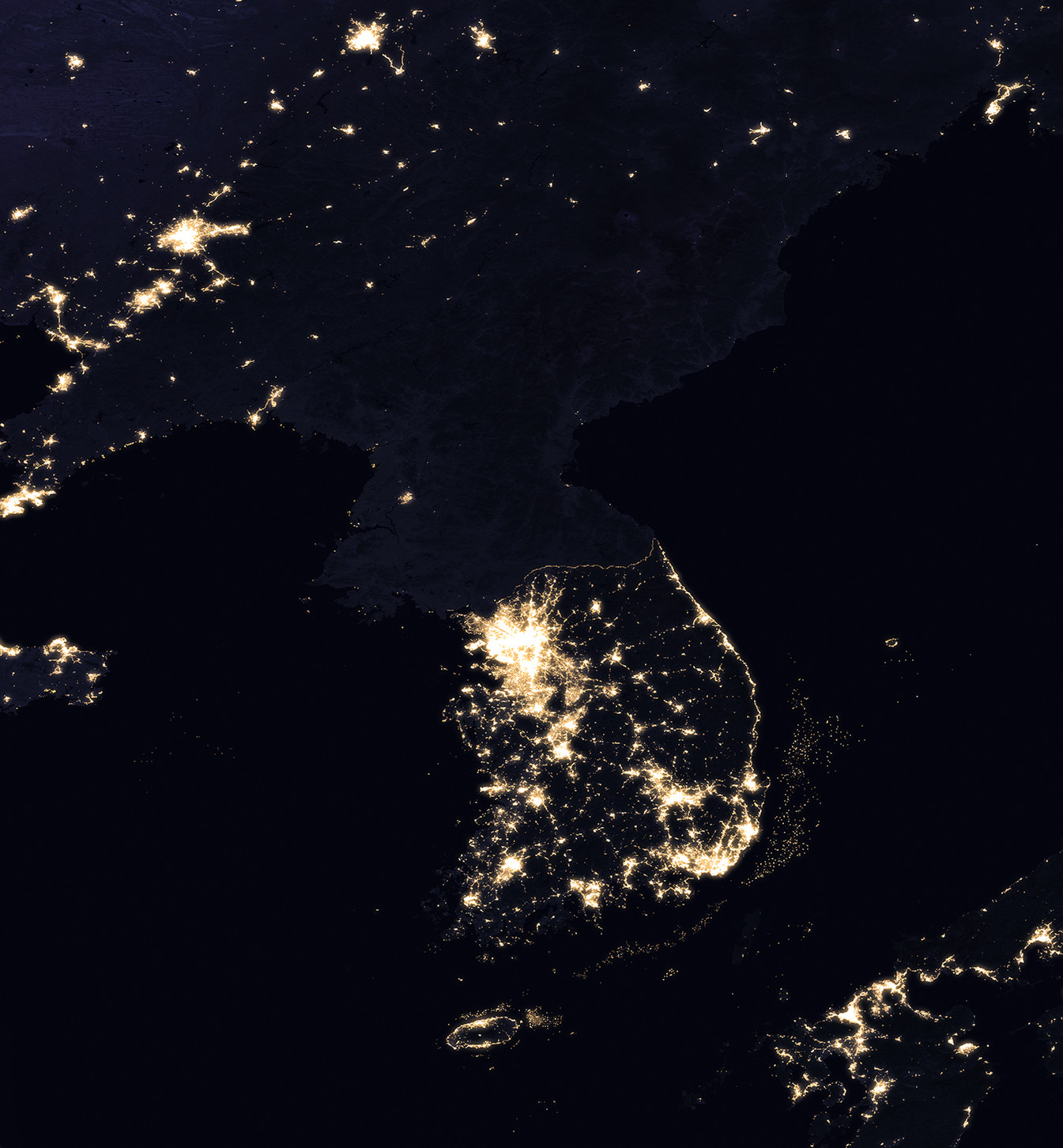
صور لشبه الجزيرة الكورية في الليل ، تُظهر أن كوريا الشمالية في ظلام دامس تقريبًا بسبب نقص الكهرباء

| Mtoe = 11.63 تيراواط ساعة ، الطاقة الأولية تتضمن خسائر الطاقة التي تبلغ 2/3 للطاقة النووية 2012R = تغيرت معايير حساب ثاني أكسيد الكربون ، تم تحديث الأرقام |                          |                          |                          |                          |                          |                           |

## استهلاك الفرد من الكهرباء
وفقًا للإحصاءات التي جمعتها وكالة الإحصاء الكورية الجنوبية استنادًا إلى بيانات وكالة الطاقة الدولية (IEA)، انخفض استهلاك الفرد من الكهرباء من ذروته في عام 1990 البالغ 1247 كيلوواط / ساعة إلى أدنى مستوى له وهو 712 كيلوواط / ساعة في عام 2000. وقد ارتفع ببطء منذ أن وصل إلى 819 كيلوواط / ساعة في عام 2008، وهو مستوى أقل من عام 1970.
في عام 2017، كانت العديد من المنازل تستخدم أنظمة كهروضوئية صغيرة قائمة بذاتها. وفي عام 2019، أشارت التقديرات إلى أن 55٪ من المنازل في كوريا الشمالية تستخدم الألواح الشمسية.
بحلول عام 2019، وصل إنتاج الكهرباء إلى مستوى كان فيه أي انقطاع للإمداد قصير الأمد نسبيًا.

## واردات النفط
تستورد كوريا الشمالية النفط الخام من خط أنابيب قديم ينشأ في داندونغ في الصين. يتم تكرير النفط الخام في مصنع بونغهوا للكيماويات في سينويجو في كوريا الشمالية. 
كوريا الشمالية تمتلك مصفاة نفط أصغر مصفاة Sŭngri على حدودها الروسية. كانت البلاد قادرة على استيراد النفط من الصين والاتحاد السوفيتي بأسعار أقل من أسعار السوق، ولكن مع نهاية الحرب الباردة، لم يتم تجديد هذه الصفقات، مما أدى إلى ارتفاع هائل في أسعار النفط في بيونغ يانغ وانخفاض الواردات.
تستورد كوريا الشمالية وقود الطائرات ووقود الديزل والبنزين من مصفاتين في داليان بالصين تصلان إلى ميناء نامبو الكوري الشمالي.

## منشأت الطاقة
تعتمد كوريا الشمالية على الطاقة المائية ، مما يؤدي إلى نقص في الشتاء، وعندما يكون هناك القليل من الأمطار والجليد يعيق تدفق الأنهار. وتظهر محطات الطاقة التي لم تكتمل أو بدأت تشغيلها مطلقًا في Salmon 

## أنظر أيضا
- التعدين في كوريا الشمالية
- الطاقة النووية في كوريا الشمالية
- اقتصاد كوريا الشمالية